# Josele Santiago
Josele Santiago (Madrid, 25 de febrero de 1965), compositor y guitarrista español, miembro del grupo de rock madrileño Los Enemigos. Se crio en el barrio de Puerta del Ángel. Entre sus principales influencias encontramos a Leño, Dr. Feelgood, The Beatles, Lou Reed, Burning, Randy Newman, The Stooges, Flamin' Groovies, Little Richard, The Kinks y Fats Domino. 
Siendo adolescente entró como guitarrista en Johnny Comomollo y Sus Gánsters del Ritmo, grupo por el que también pasarían Fino Oyonarte y Artemio Pérez, luego compañeros en Los Enemigos. En su incorporación a  Los Enemigos como guitarrista (el grupo fue fundado por Artemio Pérez y Roberto Arbolea) medió Kike Túrmix. Tras el abandono de Javi, hasta entonces cantante de la banda, se hizo cargo de la tarea vocal además de las guitarras. Desde entonces, ha  liderado a Los Enemigos, uno de los nombres fundamentales del rock en castellano, aunque tras la separación del grupo en 2002 puso en marcha su trayectoria por cuenta propia. La reunión del trío madrileño, anunciada a finales de 2011, no le ha impedido compatibilizar ambas facetas laborales y creativas.   
No se puede hablar de una ruptura total de la música de Josele Santiago con respecto a Los Enemigos, sobre todo porque la voz de Josele es la que caracteriza al grupo y la mayoría de las composiciones de la banda llevan su firma. 
El primer disco es producido por Nacho Mastretta, que otorga a este proyecto musical arreglos que apuntan diferencias musicales con su anterior grupo. Este disco supone un excelente debut, ya que fue elegido mejor larga duración nacional por las revistas Rockdelux o Rolling Stone.
A finales de 2006 se publica la segunda referencia en solitario del cantante madrileño. En este caso la producción es de Pablo Novoa.
Ese mismo año se publican algunos temas inéditos del cantante en la banda sonora de la película "El mundo alrededor" del director Álex Calvo-Sotelo.
Ya en 2008 sale a la venta Loco encontrao, el tercer disco en solitario de Josele, más roquero que los dos anteriores. En esta ocasión, el disco viene firmado por Josele Santiago y sus Menudencias.
El 3 de mayo de 2011, sale a la venta su cuarto LP en solitario: Lecciones de vértigo, con 13 nuevas canciones en las que Josele vuelve a dar prioridad a la guitarra eléctrica, lo que le lleva a un sonido más próximo al de Los Enemigos.
Su quinto y último disco de estudio en solitario, hasta la fecha, es Transilvania de 2017. 
En octubre de 2019, publicó el discolibro "Conde Duque en directo", en el que revisaba su trayectoria en solitario con dos conciertos grabados en el Cuartel del Conde Duque de Madrid en otoño de 2018. Contó con invitados como David Krahe, El Niño de Elche, Johnny Cifuentes, Leonor Watling, Amable Rodríguez y Jairo Zabala. La banda que le acompañó en estos conciertos estaba formada por Robbie Lozano, Héctor Rojo, Santi Comet y Nico Nieto.

## Discografía

### Álbumes con Los Enemigos
- Ferpectamente (1986)
- Un tío cabal (1988)
- La vida mata (1990)
- La cuenta atrás (1991)
- Sursum corda (1994)
- Tras el último no va nadie (1994)
- Alguna copla de los enemigos (1995)
- Gas (1996)
- Tengo una casa (1996)
- Nada (1999)
- Se buscan fulmontis (1999)
- Obras escocidas (1985-2000) (2001)
- Obras escondidas (2002)
- Desde el jergón (caja) (2012)
- Hasta el lunes (2012)
- Vida inteligente (2014)
- Bestieza (2020)

### EP con Los Enemigos
- Por la sombra/hermana amnesia (1995)
- Gira Gas (1996)
- Igual caen dos (1997)
- Ná de ná (1999)

### Álbumes en solitario
- Las golondrinas etcétera (2004)
- Garabatos (2006)
- Loco encontrao (2008)
- Lecciones de vértigo (2011)
- Transilvania (2017)
- Conde Duque en directo (2019)